# Youngtown, Arizona
Youngtown är en stad (town) i Maricopa County, i delstaten Arizona, USA. Enligt United States Census Bureau har staden en folkmängd på 6 255 invånare (2011) och en landarea på 4 km².